# Ossie’s Dream (Spurs Are on Their Way to Wembley)
Az "Ossie's Dream (Spurs Are On Their Way To Wembley)" az angol labdarúgócsapat, a Tottenham Hotspur kislemeze, amelyet az 1981-ben FA-Kupa döntős (és később győztes) csapat tiszteletére írt a Chas & Dave zenei társulat. A dal elérte az 5. helyet az Egyesült Királyság Singles Chart listáján, miután a Tottenham abban az évben megnyerte az FA-kupát. A Spurs szurkolói még mindig gyakran éneklik. A kislemez B-side-ja a "Glory, Glory, Tottenham Hotspur".

## Háttér
A cím a klub korábbi argentin játékosára, Osvaldo Ardiles-re utal (becenevén Ossie). A dal premisszája, hogy a Tottenham a döntőben a Wembley-ben játsszon, és Ardiles álma az volt, hogy a Wembley-ben játszhasson. Ossie önéletrajzában (Ossie álma: Önéletrajzom) leírja, hogy a dal igaz, tényleg ez volt az álma, és az 1981-es FA-kupa döntőjének elérése tényleg egy valóra vált álom volt. Ugyanakkor azt is elmondta, hogy az elején vonakodott a szólózástól, és azt szerette volna, ha inkább az egész csapat énekli.  Ezért kezdetben elégedetlen volt a felvétellel, de azóta egyre jobban kedveli a dalt. Chas Hodges szerint meggyőzték Ossie-t, hogy a szóló részt úgy énekelje, hogy "in de cup for Tottingham", bár ekkor már ki tudta ejteni a "Tottenham" szót. Ezek után szándékosan is "Tottinghamnak" ejtette a "Tottenhamet", ami miatt csapattársai heccelték is, és Mauricio Pochettino elmondása szerint azóta is vicc forrása.
A dalt nagyrészt Dave Peacock írta a Chas &amp; Dave duóból, akik a Tottenham Hotspur rajongói voltak. Menedzsere, Bob England, a klub lelkes rajongója, Peacockot kérte, hogy írja meg a dalt, amikor a Tottenham jól szerepelt az 1980–81-es FA kupán . Először készítettek egy demót, amelyet elküldtek a Tottenham Hotspur csapatának. Nem sokkal azután, hogy a csapat 1981 áprilisában legyőzte a Wolverhampton Wanderers-t az FA Kupa elődöntőjében, az egész csapat a Portland Studios-hoz ment, hogy rögzítsék a dalt.
Chas és Dave volt felelős a dal elkészítéséért. A következő nap korai óráiban befejezték a dalok keverését, majd a lemezt gyorsan kiadták, az 1981. május 9-én tartott döntő előtt. A felvételtől számított 48 órán belül a dal elérhető volt Észak-Londonban, Chas Hodges és Bob England feleségei személyesen szállították a lemezeket a környéki üzletekbe.

## Fordítás
Ez a szócikk részben vagy egészben  az   Ossie's Dream (Spurs Are on Their Way to Wembley) című angol Wikipédia-szócikk fordításán alapul.  Az eredeti cikk szerkesztőit annak laptörténete sorolja fel. Ez a jelzés csupán a megfogalmazás eredetét és a szerzői jogokat jelzi, nem szolgál a cikkben szereplő információk forrásmegjelöléseként.